# Schultz the Paperhanger
Schultz the Paperhanger è un cortometraggio del 1914 diretto da Allen Curtis e interpretato da Louise Fazenda. Prodotto e distribuito dall'Universal Film Manufacturing Company, il film uscì in sala l'11 aprile 1914.